# Брэнди Энистон
Брэ́нди Э́нистон (англ. Brandy Aniston, настоящее имя Хезер Левингер (англ. Heather Levinger); род. 19 октября 1986, Хантингтон-Бич, округ Ориндж, Калифорния, США) — американская модель и порноактриса.

## Ранняя жизнь
Энистон родилась в Хантингтон-Бич и выросла в округе Риверсайд, штат Калифорния. Имеет армянские и тайские корни. Она — профессиональная актриса, модель, певица и танцовщица.

## Личная жизнь
В интервью 2011 года Энистон заявила, что поступила в учебное заведение по специальности финансы. С 2014 года она делает перерыв в обучении, чтобы сосредоточиться на своей развлекательной карьере для взрослых.
Анистон замужем и имеет сына.

## Премии и номинации
- 2013 AVN Award — Невоспетая старлетка года[7]
- 2013 Juliland Award — Best Muff Dive — AG13 (вместе с Эш Голливуд)[8]
- 2013 XBIZ Award — Лучшая сцена (пародия) — Star Wars XXX (вместе с Eve Laurence и Dick Chibbles)[9]
- 2014 AVN Award — лучшая актриса второго плана[10]